# Assamiella marginata
Assamiella marginata is een hooiwagen uit de familie Assamiidae. De wetenschappelijke naam van Assamiella marginata gaat terug op Roewer.